# Peter Schramm (Verwaltungsjurist)
Peter Karl Heinrich Schramm (* 15. Dezember 1898 in Altenbochum; † 9. Dezember 1991 in Brilon) war ein Verwaltungsjurist  und Landrat.

## Leben und Wirken
Peter Schramm studierte von 1926 bis 1930 an den Universitäten  Bonn und  Münster Rechtswissenschaften und legte im Mai 1934 seine Große Staatsprüfung ab. Bis Dezember 1934 war er Stadtassessor in Wattenscheid und wechselte im Januar 1935 als hauptamtlicher Beisitzer zum NSDAP-Gaugericht Westfalen-Süd. Zum Jahresende wurde er Stadtassessor in Hamm. Am 18. Mai 1936 wurde er stellvertretend mit der Verwaltung des  Landratsamtes Brilon beauftragt und  am 7. Dezember 1936 kommissarischer Landrat. Am 22. Juni 1937 wurde er definitiv zum Landrat des  Kreises Brilon ernannt und blieb hier – mit Unterbrechungen von Januar 1941 bis Mai 1942 (vertretungsweise als Landrat in Meschede) und ab 1. Februar 1944 (als Dezernent zum Chef der Zivilverwaltung in Bialystok) bis zur Abberufung durch den  Regierungspräsidenten Arnsberg am 17. Mai 1945 im Amt.
Wegen seiner Mitgliedschaft  in der NSDAP (1932) und der  SS (1933) sowie seiner Tätigkeit als Vorsitzender des NSDAP-Kreisparteigerichts Hamm wurde er 1947 im  Entnazifizierungsverfahren zunächst in die Kategorie V und ein Jahr später in die Kategorie IV (Mitläufer) eingestuft. Ein späteres Wiederaufnahmeverfahren wurde vom Innenministerium abgelehnt. 
Von 1952 bis 1956 (Mandatsverzicht) war er als Mitglied der FDP im Kreistag Brilon vertreten. In dieser Zeit war er als Rechtsanwalt in Brilon tätig.